# Amazing Stories

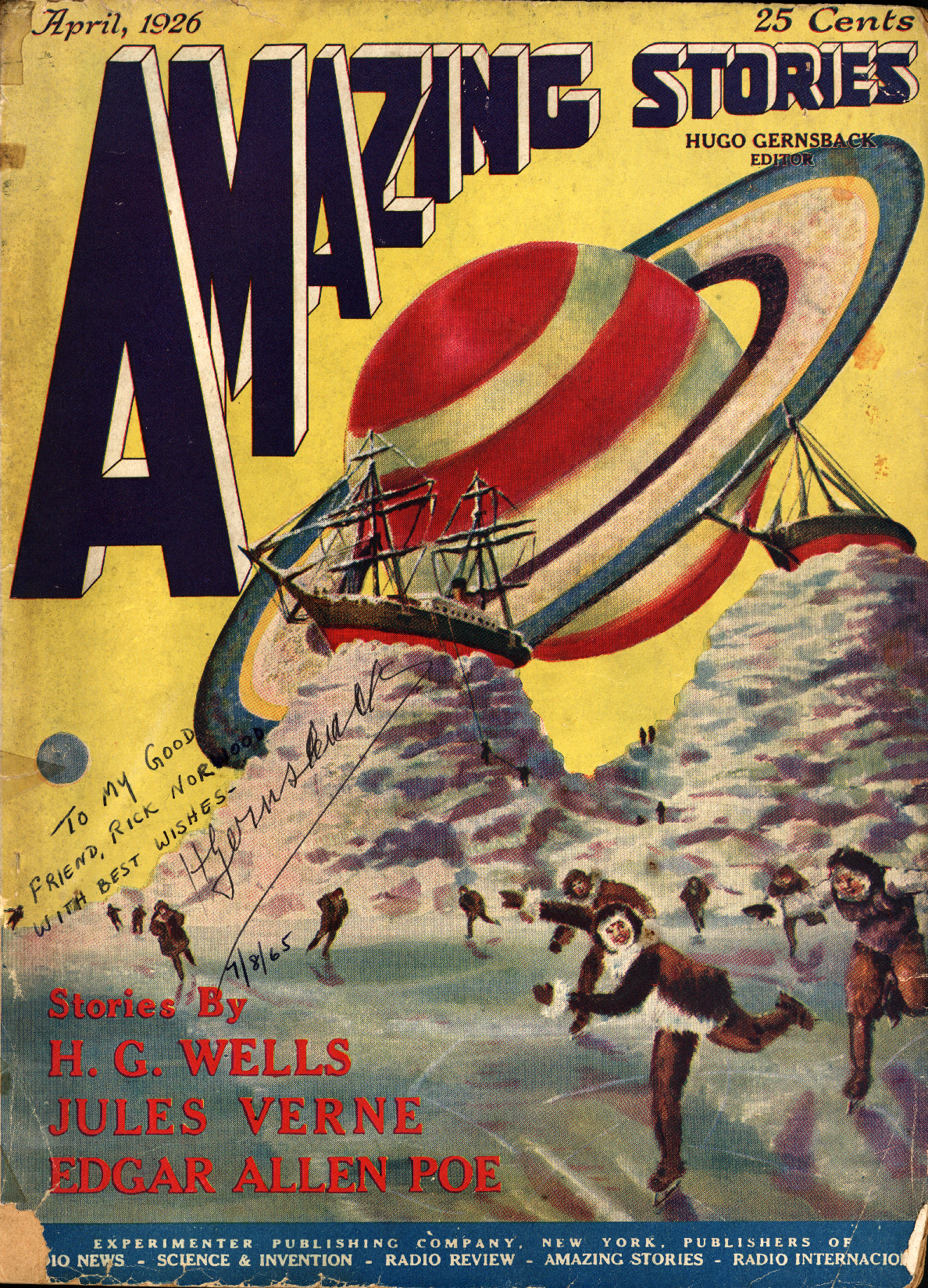
Historické 1. číslo časopisu z roku 1926

Amazing Stories je americký sci-fi časopis. V žánru science fiction sehrál významnou úlohu, byl to první časopis věnovaný výhradně tomuto žánru. Mezi spisovatele, jejichž první příběh byl publikován v Amazing Stories, patří John W. Campbell, Isaac Asimov, Howard Fast, Ursula K. Le Guinová nebo Roger Zelazny. Časopis byl založen v dubnu 1926 Hugo Gernsbackem. Pomohl definovat a vytvořit nový typ časopisu, která je v Americe zván pulp magazines, pulps nebo pulp fiction, což je v Česku obvykle překládáno z historických důvodů jako "rodokaps". Rubrika dopisů, kde se fanoušci mohli navzájem kontaktovat, vedla ke vzniku fandomu sci-fi, což mělo silný vliv na vývoj oboru.
Gernsbackův počáteční editorský přístup chtěl míchat výuku se zábavou. Gernsback věřil, že sci-fi může vzdělávat čtenáře. Publikum mu ale rychle ukázalo, že dává přednost nepravděpodobným dobrodružstvím před osvětově orientovanými texty. Gernsback zbankrotoval a ztratil kontrolu nad časopisem v roce 1929. V roce 1938 jej koupila společnost Ziff Davis, která najala Raymonda A. Palmera jako redaktora. Palmer vytvořil úspěšný časopis, ačkoli v komunitě sci-fi poněkud ztratil kredit. Zdrojem posměchu se stal zejména seriál Shaver Mystery z konce 40. let 20. století, který popisoval příběhy o robotech jménem "deros", kteří způsobují nehody a katastrofy, a který se tvářil jako vyprávění skutečných událostí. Seriál nicméně výrazně zvedl prodej časopisu. Amazing přešel v roce 1953 na dnes tradiční časopisecký formát "digest" a zahájil tak konec éry větších rodokapsů. V roce 1965 byl časopis prodán Sol Cohen's Universal Publishing Company, která ale nerespektovala plně autorská práva, a časopis se tak dostal do konfliktu s nově vytvořeným sdružením Science Fiction Writers of America. V letech 1966-1967 časopis vedl velmi známý sci-fi autor Harry Harrison. V roce 1969 převzal vedení Ted White, odstranil problém s honoráři a autorským právem a časopis znovu získal respekt: Amazing byl v 70. letech třikrát nominován na prestižní cenu Hugo, která byla mimochodem pojmenována po zakladateli časopisu Hugo Gernsbackovi. Několik dalších vlastníků se v následujících desetiletích pokusilo časopis inovovat a zachránit, ale v březnu 2005 bylo vydávání tištěného periodika zastaveno. Nová inkarnace se objevila v červenci 2012 ve formě online magazínu. Tištěná forma byla obnovena na podzim 2018.
Steven Spileberg koupil v 80. letech licenci na užívání názvu Amazing Stories ve filmu a televizi, v letech 1985 až 1987 pak produkoval stejnojmenný televizní seriál. Obnoven byl v roce 2020 platformou Apple TV+.